# Harry Hebner
Harry Joseph Hebner (ur. 15 czerwca 1891 w Chicago, zm. 12 października 1968 w Michigan City) – amerykański pływak i piłkarz wodny z początków XX wieku. Mistrz olimpijski ze Sztokholmu na dystansie 100 m stylem grzbietowym oraz srebrny i brązowy medalista olimpijski w sztafecie 4 × 200 metrów stylem dowolnym.

## Kariera
W latach 1910 – 1917, Hebner pobił wszystkie rekordy świata w stylu grzbietowym. Zdobył 35 tytułów Amateur Athletic Union (AAU) w pływaniu w stylach dowolnym i grzbietowym, wliczając w to dystans 150 jardów grzbietem, gdzie Hebner wygrał siedem razy z rzędu od 1910 roku. Hebner był także piłkarzem wodnym i jako członek drużyny Illinois AC zdobył siedem tytułów mistrzowskich AAU w latach 1914-1924.
Trzykrotnie wystartował na igrzyskach olimpijskich. Po raz pierwszy na igrzyskach w Londynie w 1908 roku, gdzie zdobył brązowy medal w sztafecie 4 × 200 metrów stylem dowolnym. Cztery lata później na igrzyskach w Sztokholmie w 1912 roku zdobył swoje jedyne mistrzostwo olimpijskie na dystansie 100 metrów grzbietem. Zdobył także tytuł wicemistrzowski w sztafecie 4 × 200 metrów stylem dowolnym. Na igrzyskach w Antwerpii w 1920 wystartował w turnieju piłki wodnej, gdzie zajął z drużyną szóste miejsce.